# Санджак Дельвина
Санджак Дельвина (тур. Devline Sancağı, алб. Sanxhaku i Delvinës, англ. Sanjak of Delvina) — один из санджаков Османской империи. Вначале его столицей был город Дельвина, но в течение XVIII века резиденцией санджакбея стал город Гирокастра в Албании. Санджак Дельвина был создан в середине XVI века и восстановлен после Балканских войн в 1913 году. Его территория была поделена между вновь созданными недолговечными государствами: Княжеством Албания и Автономной Республикой Северного Эпира.

## Название
В течение XVIII века местный паша переместил резиденцию санджака из Дельвины в Гирокастру. Официальное название санджака не изменилось, однако он также назывался санджаком Гирокастра.

## История
До того, как санжак Дельвина был создан в середине XVI века, Дельвина была резиденцией одной из каз (районов), входивших в состав санджака Авлона . Санджак Дельвина имел самый низкий доход из 21 санджака в Румелийском эялете. В 1713 году должность санджакбея Дельвины занимал Селим-паша. В 1744 году санджакбеем Дельвины был Вели-бей. В 1785 году сын Вели-бея, Али-паша, стал губернатором Дельвины, в то время как в последующие годы санджак был частью пашалыка Янина . В 1804 году санджабей Дельвины был Вели-паша, который также занимал пост бейлербея Румелиского эялета . В 1834 году Махмуд Хамди-паша был назначен санджакбеем Дельвины, Янины и Авлоны.
Во время Балканских войн и последующего поражения Османской империи греческая армия вошла в город Дельвина 3 марта 1913 года. В июне 1914 года в городе состоялось учредительное собрание представителей Северного Эпира, которое 26 июля 1914 года обсудило и окончательно утвердило Корфский протокол. Дельвина тогда стал частью недолговечной Автономной Республики Северный Эпир.